# Idiosoma sigillatum
Idiosoma sigillatum är en spindelart som först beskrevs av O. Pickard-Cambridge 1870.  Idiosoma sigillatum ingår i släktet Idiosoma och familjen Idiopidae.
Artens utbredningsområde är Western Australia. Inga underarter finns listade i Catalogue of Life.